# Hillary Peak
Hillary Peak – szczyt w Nepalu, o wysokości 7681 m n.p.m., znajdujący się 50 m od granicy Chin.

## Nazwa
Nazwę szczytu zaproponował rząd Nepalu, na cześć Edmunda Hillarego, który wspólnie z Szerpą Tenzingiem Norgayem dokonał pierwszego wejścia na Mount Everest w 1953 roku.

## Położenie
Hillary leży na granicy Tybetu i Nepalu na dużej wysokości grzbietu między Nuptse i Lhotse. Uważany jest za 39. szczyt świata (pod względem wysokości n.p.m.), zaraz przed Saser Kangri I i za Gurla Mandhata